# 은하 공화국

은하 공화국

은하 공화국의 국기

은하 공화국의 국기

은하 공화국(Galactic Republic)은 스타워즈에 등장하는 허구의 민주주의 공화국이다. 주로 공화국 의회가 전적으로 통치권을 가지고 있었다. 스타워즈 1,2,3편에 등장하며, 4,5,6편에서는 '구공화국'이라고 불린다. 관료주의와 민주주의가 절묘하게 합쳐진 형태의 정치구조를 가지고 있었으며 약 2만 5천년이라는 세월 동안 은하계 전체를 지배했다. 

## 역사

### 구공화국
구공화국은 코렐리안 하이퍼드라이브(Corellian Hyperdrive)가 은하계 중심부의 대다수 지역들을 하나로 묶었고, 코러산트가 최초의 은하 헌법에 서명한 25,053BBY에 설립되었다. 공화국은 수십만 개의 세계들로 구성되어 있었으며 각각 의회에 대표를 보내 스스로의 뜻을 평화롭게 알릴 수 있었다. 초기 공화국은 행성들 간의 느슨한 경제 동맹으로 시작되었으나 은하계 외곽으로 서서히 그 세력을 확장함에 따라 동맹의 형태에서 벗어나 은하계 전역을 관장하는 초강대국으로 발전하였다. 
공화국이 점점 더 은하계 외곽으로 뻗어나가던 중, 공화국 정부는 지게리아 제국과 마주치게 된다. 지게리아 제국은 노예 제도를 국가의 기반으로 삼고 있었으나 공화국은 노예제를 법적으로 금지하고 있었고, 결국 이로 인해 전쟁이 일어나게 된다. 제다이와 공화국군은 지게리아 군대를 성공적으로 몰아냈고, 지게리아 제국은 분열되어 조그만 왕국으로 추락하게 되었다. 
이렇게 공화국은 승승장구해 나가는 듯 했으나, 공화국 초기에 은하 외곽으로 도망친 시스 군주들이 힘을 길러 돌아왔고, 이후 일어난 공화국과 시스 사이의 전쟁을 제 1차 시스 전쟁이라 한다. 공화국 군대와 제다이들은 시스들을 막기 위해 끝까지 노력했으나 실패했고, 얼마 지나지 않아 시스들은 은하계에서 두 번째로 강력한 존재들로 성장하게 된다. 1032BBY에 암흑기가 찾아왔고 공화국은 마침내 무너지고 말았다. 하지만 얼마 지나지 않아 시스들 간의 고질적인 내분과 분열로 인해 시스 제국은 무너지기 시작했고, 결국 공화국이 다시 수립되게 되었다. 공화국은 이후 이웃 세계들을 힘으로 강제 정복하기보다는 느슨한 경제, 무역 간의 협력을 통해 천천히 통합해 나가는 정책을 펼쳐 은하계 전체를 장악하게 된다. 
공화국이 오랜 세월동안 제다이 기사단의 수호 아래 평화로운 상태에 빠져들자, 관료주의와 부패, 타락이 공화국 전체에 서서히 스며들게 되었다. 이후 점차 은하 공화국에서 탈퇴하기를 바라는 세력들이 결집하여 분리주의 연합을 이루었고, 이들은 평화로운 행성이었던 나부를 포위하여 공화국에게 무력 시위를 하게 된다. 

## 공화국 의회
공화국은 초기에 경제적, 무역적인 동맹으로 시작되었다. 각 회원국들은 모두 각자 자신들의 대표를 선출하여 공화국의 의회에 보냈으며, 회원국들은 공화국의 헌법 질서와 시스템을 부정하지 않는 한에서 그들만의 자치적인 정치 구조를 유지할 수 있었다. 공화국 내의 정치 구조는 왕정, 공화정에서 시작하여 코뮌까지 매우 다양했다. 
공화국의 그 영토를 점점 확장해 나가면서 새로운 행성들과 왕국들이 공화국의 통치 하에 들어왔다. 약 1,000BBY에는 늘어난 영토를 제대로 관리하기 위해 은하계 전체를 50개의 관할구로 나누었다. 이에 따라 수천 개에 달하는 성계와 행성들이 모두 1개의 관할구에 해당하는 대표들만 선출할 수 있게 됨에 따라 은하계 곳곳에서 불만이 터져 나왔다. 
공화국 의회는 은하계 전역에서 가장 강력한 존재였다. 이 의회를 대표하는 의장은 은하계에서 가장 권위있는 존재로, 공화국에서 가장 권력이 강한 사람이었다. 또한 의회가 위치해 있었던 행성 코러산트는 은하계의 중심이었고, 정치적인 힘과 부의 측면에서 타 행성들을 압도했다. 
의회 건물 안에는 공화국 의회장이 있었다. 이 회의장 내부에는 모두 1,024개에 달하는 좌석들이 있었으며 각 좌석들에는 의원들과 그 보좌관들이 자리했다. 대부분의 좌석들은 특정한 성계와 관할구들을 나타내며, 몇몇 좌석들은 회사, 무역 연합과 같은 상업 조직들을 대표했다. 의원들은 각각 1표씩을 행사할 수 있었다. 회의장 내부에는 촬영용 카메라가 있어서 공화국 전체에 회의 내용을 방송해 내보내거나 비밀리에 기록해 두었다.
공화국 의회의 주요 기능은 회원국 간의 분쟁 중재, 공동 방어, 공화국 전체의 법률 제정, 규제 등에 있었다. 제다이 기사단은 공화국의 주요 수호 세력으로 간주되었다. 비록 공화국의 소규모의 군대를 거느리고 있긴 했지만 공화국은 종종 제다이 기사들에게 도움을 요청하곤 했으며, 공화국 시민들은 그들을 국가의 비공식적 경찰로 여겼다.
공화정 말기에 공화국은 체계적인 시스템과 무역으로 안정적인 번영을 누리고 있었지만, 실상은 부패와 사회적 불의가 판치는 쇠퇴의 시기였다. 의회는 공화국의 가치와 이상을지지하고자하는 사람들과 자신의 사익을 채우기를 원하는 사람들로 갈라졌다. 약하고 무능한 의장들과 사익만을 추구하는 의원들이 공화국을 지배하는 상황이 되자 국민들은 새로운 지배자와 새로운 질서를 원하기 시작했다. 
나부 행성의 팰퍼틴이 의장에 오르자, 그는 전시라는 점을 들어 공화국 대군의 총사령관 역할을 하며 의장의 권력을 전무후무하게 높였고, 의회의 권력 기반을 차츰차츰 약화시켜 나갔다. 결국 수많은 은하 외부 성계의 행성들이 공화국의 통치에 반발하여 탈퇴했고, 몇몇 기업들은 공공연히 반란군들에게 자금을 지원하여 사회를 불안정하게 만들었다. 

### 은하계의 지도자
공화국의 정치적 지도자들은 최고 의장, 대법원장, 국회의원, 행정 보좌관 등으로 이루어져 있었다. 비공식적으로는 제다이 평의회도 포함되었다. 제다이 평의회는 의회에 상정된 다양한 문제들을 고찰한 뒤 의장과 의원들에게 사려 깊은 조언들을 해줌으로써 은하계를 옳은 방향으로 이끌어가기 위해 노력했다. 

## 공화국 군대
공화국은 수 만년 동안 소규모의 군대를 보유하고 있었지만, 개혁이 일어난 후 일정 규모 이상의 군대를 양성하지는 않았다. 
하지만 무역 연합과 기업들은 이와 같은 점을 악용하여 개인용 군대를 키우기 시작, 결국 나부를 점령하고 공화국에게 정면으로 도전하게 된다. 이와 같은 상황은 공화국에게 대규모 군대를 양성해야 할 필요를 느끼게 했으며, 공화국의 지도자들은 군대를 만들 방법을 강구하기 시작한다. 
그러던 중, 10년 전 한 제다이 마스터가 행성 카미노에서 초대형 클론 군대를 만들 것을 지시했다는 사실이 알려진다. 분리주의 연합이 공화국과 평화적으로 협상할 의도가 없다는 것이 확실해지자, 공화국 의회는 이 클론 군대를 곧바로 투입할 것을 지시했고 이 때부터 클론 전쟁이 일어나게 된다. 
공화국 육군은 수백만 명에 달하는 클론 병사들을 보유하고 있었으며, 이들은 최고의 무기와 갑옷을 갖추고 집중 훈련을 받은 최고의 육군 병력이었다. 최신 기술을 접목시킨 AT-TE 워커, AT-RT 워커, 클론 저거너트, UT-AT 및 LAAT 건쉽들이 공화국 군대를 위해 제작되었다. 행성의 환경에 특수하게 맞춘 사단들이 신속하게 만들어졌으며 각 부대는 특정한 역할을 수행했다. 공화국 해군은 수백, 수천의 다양한 순양함, 구축함, 항공 모함 및 호위 순양함으로 구성되었다. 공화국 군대의 병사들은 거의 모두가 클론이었으며, 공화국 군 장교는 장교 아카데미에서 선발된 클론 혹은 제다이였다. 공화국 군대의 최고 지휘부는 숙련된 지도자들, 즉 경험 많은 장교로 구성되어 있었으며, 거의 모든 작전들을 성공시켰다. 공화국 군대는 양과 질 이 모든 분야에서 거의 완벽을 자랑했다.

## 멸망
공화국은 후기로 갈수록 그 고질적인 부패가 심해져 갔다. 팰퍼틴은 전임 의장 발로럼이 불신임당한 이후 곧바로 출마, 당선되었고 전쟁 중이라는 특수한 상황을 고려하여 정상적인 임기보다 훨씬 더 오랜 시간 동안 공화국의 최고 지배자의 자리에 머물 수 있었다. 
나부의 의원 자자 빙크스는 팰퍼틴에게 비상 권한을 위임할 것을 건의했고, 팰퍼틴은 곧바로 새로운 군대를 만들기 위한 계획에 착수했다. 그 후 몇년 동안 의회는 팰퍼틴에게 점점 더 많은 권력을 몰아주었다. 이런 상황이 몇년 째 지속되자 제다이 평의회는 점점 그의 권력욕에 의구심을 품게 되었고, 그가 그의 권력을 내려놓지 않을 것이라 생각하기 시작했다. 
전쟁이 끝나갈 무렵, 제다이 기사단은 팰퍼틴이 사실은 제다이들의 오랜 숙적인 시스의 일원, 즉 다스 시디어스 임을 깨닫게 되고, 반역죄를 물어 그를 체포하려 했으나 아나킨 스카이워커의 배신으로 인해 실패한다. 곧 팰퍼틴은 오더 66, 즉 클론 병사들에게 반역죄를 일으킨 제다이 기사를 척살하라는 명령을 내려 은하계 전역에 흩어져 있던 제다이 기사들 거의 대부분을 몰살시켜 버린다. 
특히 코러산트의 제다이 사원에 남아있던 제다이 기사들은, 아나킨 스카이워커가 직접 이끄는 501군단의 병사들에 인해 철저하게 진압당하고 죽임을 당한다. 
클론 전쟁이 끝나갈 무렵, 팰퍼틴은 자신을 향한 제다이 기사단의 실패한 암살 기도를 밝혔고, 그에게 반대하는 자들은 모두 국가의 적임을 선포한다. 그는 또한 의회의 압도적인 지지와 함께 스스로 황제의 자리에 올랐으며, 은하 공화국을 새로운 은하 제국으로 개편, 새로운 질서를 창출하였다. 
"이렇게 자유가 죽어간다.... 우레같은 박수소리와 함께"